# Gilles Marini

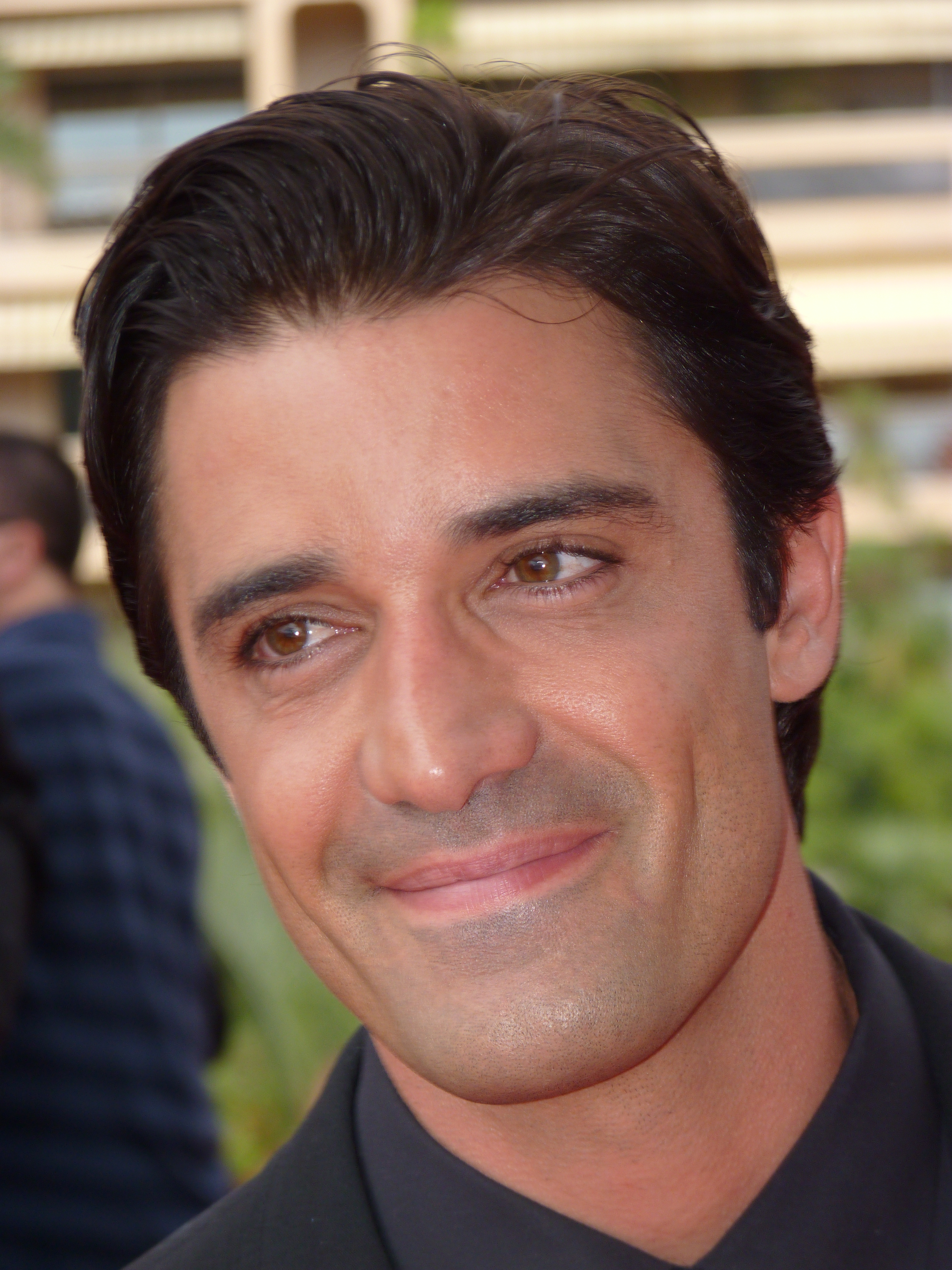
Gilles Marini (2012)

Gilles Marini (* 26. Januar 1976 in Grasse, Département Alpes-Maritimes) ist ein französisch-US-amerikanischer Schauspieler.

## Leben
Gilles Marini ist der Sohn eines Italieners und einer Griechin. Er wuchs in Grasse auf, arbeitete dort in der Bäckerei seines Vaters und schloss dort die Schule ab. Nach seinem Abschluss trat er den französischen Armee bei, woraufhin er in Paris stationiert wurde. Dort war er als Feuerwehrmann tätig. Während seiner Zeit in Paris traf Marini auf den Fotografen Fred Goudon, welcher ihm einige Jobs als Model beschaffte. Nachdem er seinen Wehrdienst abgeleistet hatte, begann er, Englisch zu lernen. Nebenbei arbeitete er weiterhin als Model.
Erste Schauspielerfahrungen sammelte Gilles Marini ab dem Jahr 2006 mit Gastrollen in Fernsehserien, zum Beispiel Criminal Minds, Ugly Betty und Dirty Sexy Money. Einem großen Publikum wurde er 2008 durch seine Verkörperung des Dante, der beinahe Affäre von Samantha Jones im Film Sex and the City – Der Film, bekannt. Nach einer weiteren Gastrolle in Nip/Tuck – Schönheit hat ihren Preis erlangte er 2009 die Nebenrolle des Luc Laurent in der Serie Brothers & Sisters. Diese Rolle wurde für die fünfte und letzte Staffel der Serie zu einer Hauptrolle ausgebaut. Zwischen 2013 und 2014 spielte er in insgesamt 7 Folgen der Sitcom 2 Broke Girls den Nicolas. Bereits seit 2011 war Marini in der auf ABC Family ausgestrahlten Serie Switched at Birth zu sehen. Dort stellte er bis zu seinem Serientod am Ende der dritten Staffel den biologischen Vater von Vanessa Maranos Serienfigur Bay dar. Des Weiteren hatte er eine Gastrolle im Finale der zweiten Staffel von Devious Maids – Schmutzige Geheimnisse inne. Eine Woche nach der Verlängerung der Serie um eine dritte Staffel wurde seine Rolle zu einer Hauptrolle ausgebaut.
Gilles Marini war 2009 Teilnehmer der achten Staffel von Dancing with the Stars, wo er und seine Tanzpartnerin Cheryl Burke den zweiten Platz belegten.
Seit 1998 ist er mit seiner Frau Carole verheiratet. Sie haben einen Sohn und eine Tochter.

## Filmografie (Auswahl)
- 2004: O.C., California (The O.C., Fernsehserie, Folge 1x22)
- 2005: Reich und Schön (The Bold And The Beautiful, Fernsehserie, Folge #1.4517)
- 2006: Passions (Fernsehserie, Folge #1.1730)
- 2006: Criminal Minds (Fernsehserie, Folge 1x22)
- 2006: The Boys & Girls Guide to Getting Down
- 2006: Windfall (Fernsehserie, Folge 1x02)
- 2006: Ugly Betty (Fernsehserie, Folge 1x03)
- 2007: Dirty Sexy Money (Fernsehserie, Folge 1x02)
- 2007: Reich und Schön (The Bold And The Beautiful, Fernsehserie, Folge #1.5110)
- 2007: Stand Up
- 2008: Sex and the City – Der Film (Sex and the City: The Movie)
- 2009: Nip/Tuck – Schönheit hat ihren Preis (Nip/Tuck, Fernsehserie, 2 Folgen)
- 2009–2011: Brothers & Sisters (Fernsehserie, 35 Folgen)
- 2011: Castle (Fernsehserie, Folge 3x12)
- 2011: Royal Pains (Fernsehserie, Folge 2x18)
- 2011: Modern Family (Fernsehserie, Folge 3x06)
- 2011–2014: Switched at Birth (Fernsehserie, 53 Folgen)
- 2011–2012: Hot in Cleveland (Fernsehserie, 2 Folgen)
- 2012: Are You There, Chelsea? (Fernsehserie, Folge 1x10)
- 2012: Scruples
- 2013: Kristie (Fernsehserie, Folge 1x01)
- 2013–2014: 2 Broke Girls (Fernsehserie, 7 Folgen)
- 2014: Detective Laura Diamond (The Mysteries of Laura, Fernsehserie, Folge 1x06)
- 2014: The McCarthys (Fernsehserie, Folge 1x08)
- 2014–2015: Devious Maids – Schmutzige Geheimnisse (Devious Maids, Fernsehserie)
- 2015: Normandie – Die letzte Mission (The Last Rescue)
- 2016: Teen Wolf (Fernsehserie, Folge 5x18-5x20)
- 2016: Bones – Die Knochenjägerin (Fernsehserie, Folge 11x21)
- 2022: Dollface (Fernsehserie, 1 Folge)
- 2022: The Rookie (Fernsehserie, Folge 4x16)
- 2023: Grey’s Anatomy (Fernsehserie, 1 Folge)